# Bruzzano Zeffirio

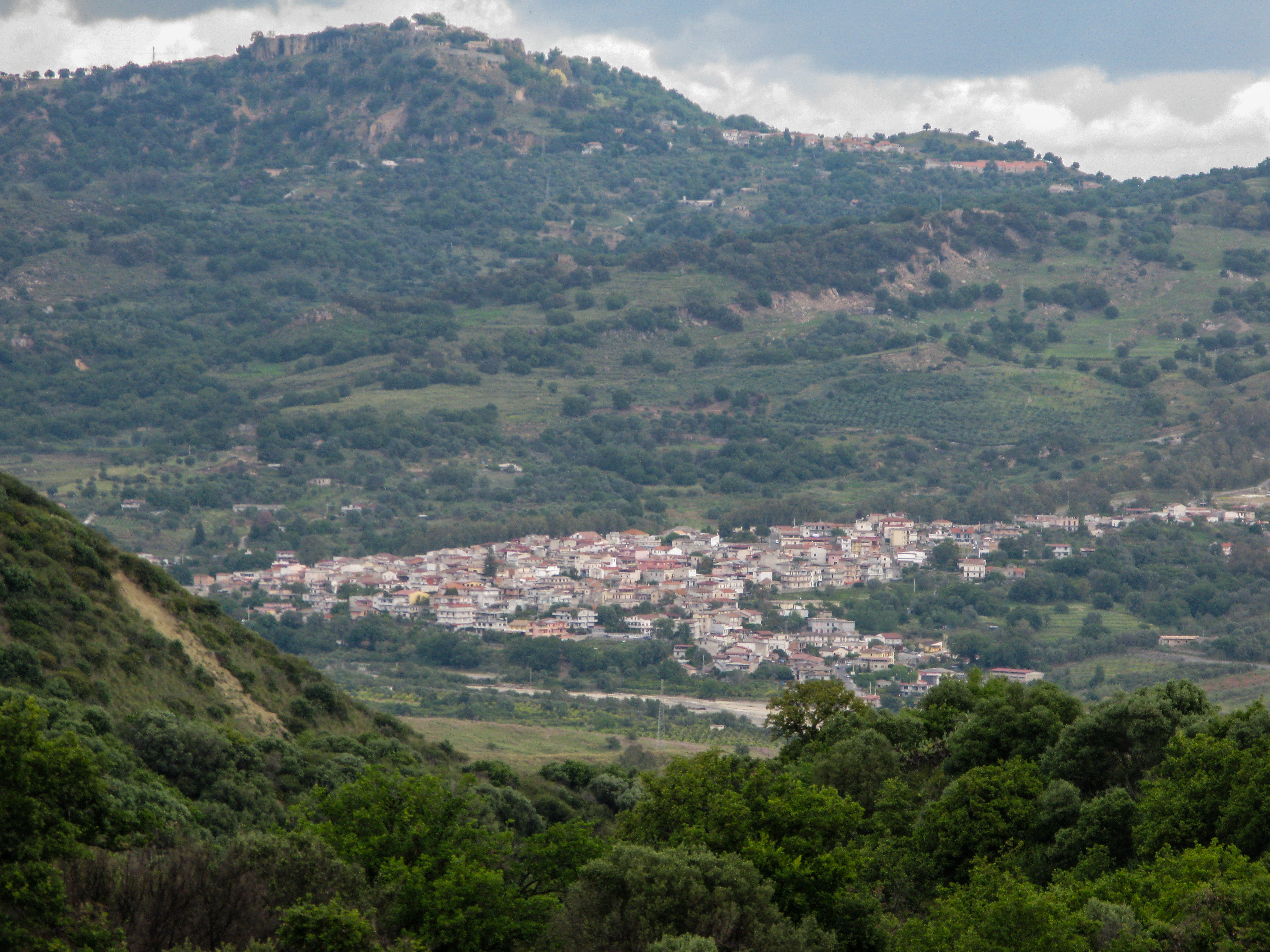
Bruzzano Zeffirio

Bruzzano Zeffirio (griechisch bzw. graeco-kalabrisch: Zefyrion) ist eine süditalienische Gemeinde (comune) mit 1013 Einwohnern (Stand 31. Dezember 2023) in der Metropolitanstadt Reggio Calabria in Kalabrien. Die Gemeinde liegt etwa 39,5 Kilometer ostsüdöstlich von Reggio Calabria am Parco nazionale dell'Aspromonte. Das Gemeindegebiet grenzt im Südwesten an Brancaleone, im Westen an Staiti, im Nordwesten an eine Exklave von Africo, im Norden an Sant’Agata del Bianco und im Nordosten und Osten an Ferruzzano. Im Südosten liegt das Ionische Meer. Zur Gemeinde gehören die Orte Motticella und Marinella.

## Verkehr
Entlang der Küste verläuft die Strada Statale 106 Jonica von Reggio Calabria nach Tarent.